# كالديرس
بلدية كالديرس (بالكاتالانية: Calders) هي إحدى بلديات مقاطعة برشلونة، والتي تقع في منطقة كاتالونيا، شرق إسبانيا.
يبلغ عدد سكانها 868 نسمة وفقاً لإحصائية سنة (2007).